# Sadirac
Sadirac là một xã trong tỉnh Gironde, thuộc vùng Nouvelle-Aquitaine của nước Pháp, có dân số là 3022 người (thời điểm 1999). Xã nằm trong vùng đô thị của thành phố Bordeaux. Trong khi Sadirac trong năm 1962 chỉ có trên 921 dân cư thì năm 1999 đã có dân số là 3.022. Sadirac là một phần của vùng Entre-Deux-Mers.

## Nhân khẩu học
| 1962 | 1968  | 1975  | 1982  | 1990  | 1999  |
| ---- | ----- | ----- | ----- | ----- | ----- |
| 921  | 1 043 | 1 206 | 2 116 | 2 899 | 3 022 |